# El Hadji Mané
El Hadji Bacary Mané (* 6. August 2001 in Ziguinchor) ist ein senegalesischer Fußballspieler.

## Karriere

### Verein
Mané begann seine Karriere beim Diambars FC. Im März 2023 wechselte er nach Lettland zum Erstligisten FK Auda. In der Saison 2023 kam er zu 16 Einsätzen in der Virslīga, in denen er ein Tor erzielte. In der Saison 2024 absolvierte der Angreifer 31 Partien im lettischen Oberhaus und erzielte dabei sechs Tore.
Im Januar 2025 wechselte Mané zum österreichischen Zweitligisten SKN St. Pölten.

### Nationalmannschaft
Mané debütierte im Rahmen des COSAFA Cups im Juli 2022 gegen Eswatini für die senegalesische Nationalmannschaft. Beim Turnier wurde er mit dem Senegal Dritter.